# Caleruega
Caleruega ist ein Ort und eine Gemeinde (municipio) mit 400 Einwohnern (Stand: 2024) im Südosten der Provinz Burgos in der Autonomen Region Kastilien-León im Norden Spaniens. Sie liegt im Weinbaugebiet Ribera del Duero.

## Lage und Klima
Der Ort Caleruega liegt im Quellgebiet des Río Gromejón in Altkastilien in einer Höhe von ca. 950 m. Die Provinzhauptstadt Burgos ist knapp 80 km (Fahrtstrecke) in nordwestlicher Richtung entfernt; die Stadt Aranda de Duero befindet sich ca. 26 km südwestlich. Das Klima im Winter ist rau, im Sommer dagegen gemäßigt und warm; Regen (ca. 510 mm/Jahr) fällt überwiegend im Winterhalbjahr.

## Bevölkerungsentwicklung
| Jahr      | 1857 | 1900 | 1950  | 2000 | 2017 |
| Einwohner | 509  | 771  | 1.005 | 401  | 441  |

Die Mechanisierung der Landwirtschaft und die Aufgabe von bäuerlichen Kleinbetrieben haben in der zweiten Hälfte des 20. Jahrhunderts zu einem deutlichen Bevölkerungsschwund geführt.

## Wirtschaft
Die Landwirtschaft, zu der auch ein wenig Viehzucht (z. B. Schweine, Hühner) gehörte, spielte seit jeher die wichtigste Rolle für die Bevölkerung der Gemeinde; im Ort selber entwickelten sich in kleinem Umfang auch Handwerk, Handel und Dienstleistungsgewerbe. Während viele Dörfer der Gegend durch Abwanderung aussterben, gibt es seit ein paar Jahren in Caleruega eine Gegenbewegung – der Ort wurde modernisiert, ein öffentliches Schwimmbad und ein neues Hotel wurden gebaut. Mehrere Häuser werden heute als Ferienwohnungen (casas rurales) vermietet.

## Geschichte
Auf dem Gemeindegebiet von Caleruega wurden die Überreste eines megalithischen Großsteingrabes (dolmen) entdeckt. Keltische, römische, westgotische und selbst maurische Spuren fehlen jedoch. Der Ort wurde wahrscheinlich in der ersten Hälfte des 10. Jahrhunderts in der Zeit der Reconquista gegründet. Es war eine befestigte Siedlung, die sich um das Herrenhaus und den Torre de los Guzmanes gruppierte. Dieser Turm und Teile der alten Iglesia de San Sebastian sind bedeutende Zeugen dieser Gründerjahre. Um das Jahr 1068 übergab König Alfons VI. die Grundherrschaft (señorío) über Caleruega an die Familie Guzmán, aus der auch der um 1170 geborene hl. Dominikus stammte. Im 16. Jahrhundert wurde die mittelalterliche Kirche des sel. Manés, eines Bruders von Dominikus, durch eine deutlich größere ersetzt;  ebenso wurde das gesamte Kloster im strengen Herrera-Stil neugebaut.

## Sehenswürdigkeiten

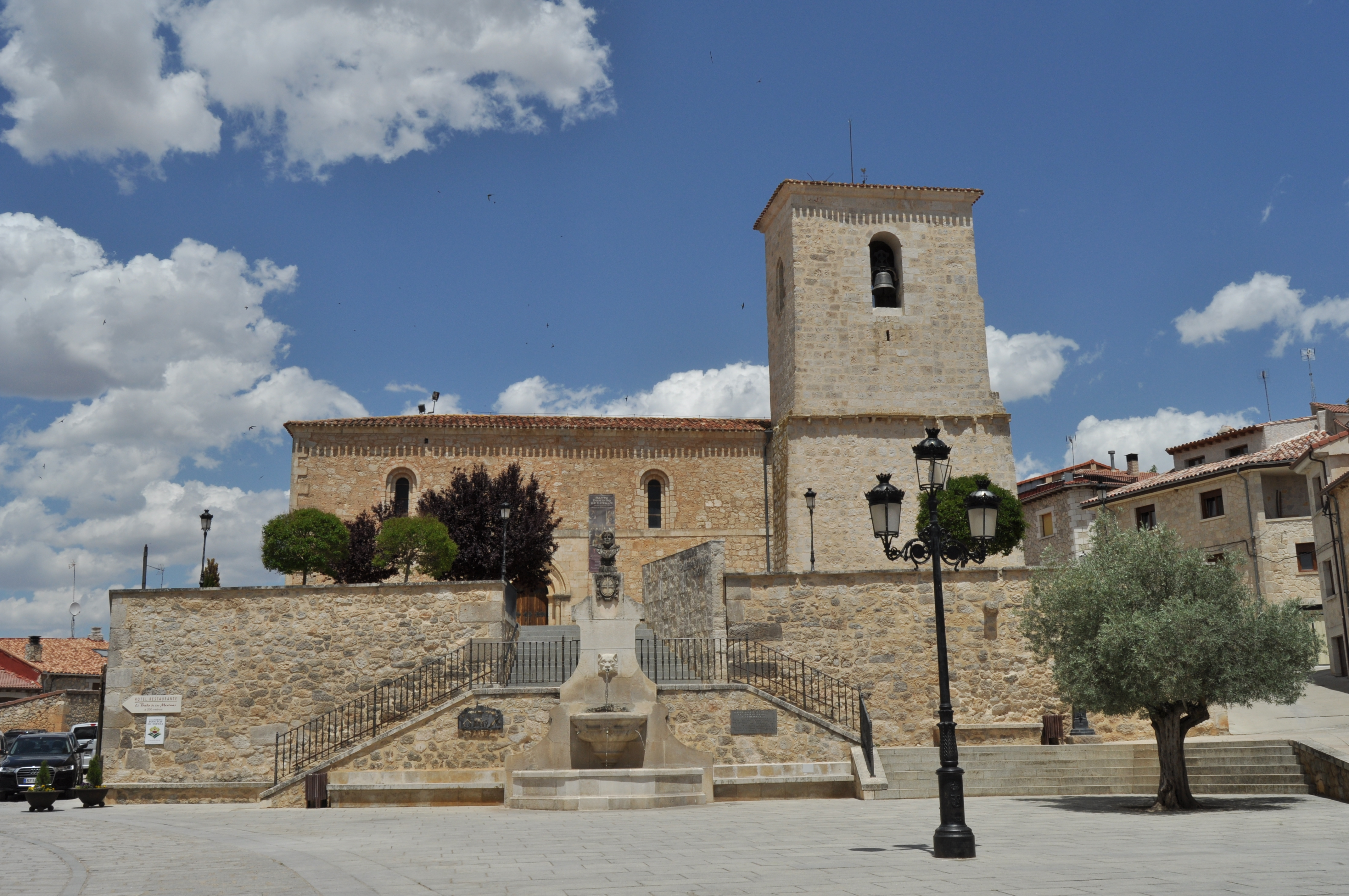
Iglesia de San Sebastián

- Zentrum der Stadt ist der riesige Bautenkomplex des Dominikanerklosters. Im Jahr 1266 ließ König Alfonso das Anwesen der Guzmans mitsamt seinem Turm in ein Dominikanerinnenkloster umwandeln und von Nonnen aus San Esteban de Gormaz besiedeln. Dieses Kloster bildete bis zu seiner Auflösung im Rahmen der Desamortisation (1835) einen wichtigen Stützpunkt des Ordens; bereits im Jahr 1868 wurde es auf Betreiben der damaligen Königin Isabella II. wiederbelebt und als Real Monasterio unter königlichen Schutz gestellt. Das Kloster beherbergt die größte Schriftensammlung der Dominikaner und ein Museum. Die beiden Kirchen des Klosterkomplexes stammen aus dem 13. und 16. Jahrhundert.[5][6]
- Die größtenteils aus Bruchsteinen erbaute einschiffige Iglesia de San Sebastián ist in wesentlichen Teilen romanisch. Sehenswert ist vor allem das leicht aus der Mauerflucht hervortretende und aus exakt behauenen Steinen konstruierte Portal auf der Südseite. In dem ehemals in der Kirche befindlichen Taufstein wurde Dominikus getauft.

## Persönlichkeiten
- Domingo de Guzman (um 1170–1221), Gründer des Dominikanerordens
- Santiago Manguán (1941–2022), Marathonläufer